# The All-American Rejects

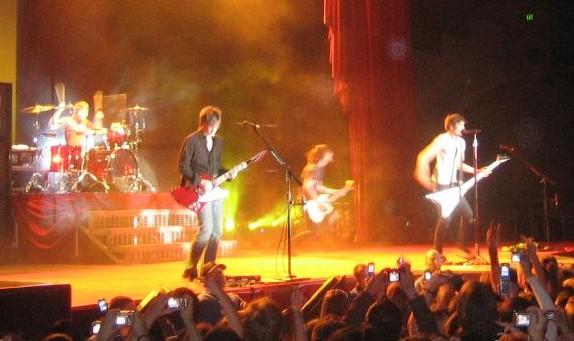
The All-American Rejects 2006

The All-American Rejects – amerykański zespół power rockowy, założony w 2001 roku w Stillwater (Oklahoma) przez Tysona Rittera (wokal, bas) i Nicka Wheelera (gitara). Dwóch pozostałych członków zespołu, Mike Kennerty (gitara) i Chris Gaylor (perkusja) dołączyło w roku 2002.
W 2002 wydali swój pierwszy album pt. The All – American Rejects. Pierwszy singel o nazwie „Swing Swing” nie cieszył się zbyt dużą poularnością, jak również reszta utworów z tego albumu.
Zespół w roku 2005 wydał album Move Along. Pierwszy singel z tej płyty – „Dirty Little Secret” zajmował 9. miejsce na Billboard Hot 100 w styczniu 2006 roku i był numerem osiemnastym na liście UK TOP 40 w czerwcu 2006.
W 2009 roku wydali swój ostatni album „When the World Comes Down”. Pierwszy utwór pt. Gives you Hell zyskał duża popularność jednak największą zdobył utwór I Wanna.
Album ten zespół nagrywał z Maroon 5.

## Historia
Pierwotni założyciele zespołu spotkali się na imprezie w szkole średniej. Zespół składający się tylko z Tysona i Nicka wydał swój pierwszy, niezależny krążek na wiosnę 2000 roku. Byli openingiem przed koncertem The Flaming Lips i Caroline's Spine. Ich muzyka miała również licencję na użycie w programie MTV Undressed (TV series).
W 2001 roku Rejects wydali swój album Same Girl, New Songs i ruszyli w trasę koncertową po środkowym zachodzie Stanów Zjednoczonych. Gdy trasa dobiegła końca podpisali kontrakt z wytwórnią Doghouse Records, producentem takich zespołów jak River City High i The Get Up Kids.
Następnie w roku 2002 wraz z producentem Timem O'Heir Rejectsi nagrali swój międzynarodowy album debiutancki. Pochodzi z niego singel „Swing, Swing,”, dzięki któremu All American Rejects stali się najbardziej znaną grupą wśród nastolatek. Album zatytułowany The All-American Rejects wszedł do sprzedaży w październiku tego samego roku.
Na wiosnę 2005, grupa wydała album Move Along, a w grudniu 2008 When the World Comes Down.

## Dyskografia
- Same Girl, New Songs (2001, EP)
- The All-American Rejects (2002)
- Move Along (2005)
- When the World Comes Down (2008)
- Kids in the Street (2012)

### Single
- 2002 „Swing Swing” -The All American Rejects
- 2003 „The Last Song” – The All American Rejects
- 2003 „My Paper Heart” – The All American Rejects
- 2003 „Time Stands Still” – The All American Rejects
- 2005 „Dirty Little Secret” (Original Release) Move Along
- 2006 „Move Along” -Move Along
- 2006 „Dirty Little Secret” (Re-Release)- Move Along
- 2006 „Top Of The World” -Move Along
- 2006 „It Ends Tonight” -Move Along
- 2006 „ Change Your Mind” – Move Along (R)
- 2006 „ 11:11 P.M” – Move Along (R)
- 2006 „ Night Drive” – Move Along (R)
- 2008 „ Gives you hell” – When the World Comes Down
- 2008 „ The Wind Blows” – When the World Comes Down
- 2008 „ Real World” – When the World Comes Down
- 2008 „ Damn Girl” – When the World Comes Down
- 2009 „The Wind Blows” – When the World Comes Down
- 2009 „I Wanna” – When the World Comes Down